# Головнин (залив)
Головнин (на английски: Golovnin Bay) е залив в североизточната част на Берингово море, съставна част на големия залив Нортън, край западния бряг на щата Аляска. Вдава се на север в полуостров Сюърд на 21 km (заедно с лагуната Головнин – 35 km). Ширината на входа му е 19 km, а максималната дълбочина 6 m. Бреговете му са високи и стръмни, а на лагуната Головнин, предимно ниски, пясъчни, заблатени. От север в лагуната се влива Рибна река. През зимата замръзва. Приливите са неправилни, полуденонощни, с височина около 0,5 m. На малкия полуостров, разделящ залива от лагуната, е разположено селището Головнини (156 души, 2010 г.). Заливът е открит и първично изследван през 1821 г. от руския морски лейтенант Василий Степанович Хромченко (1792 – 1849), който го наименува в чест на видния руски мореплавател Василий Головнин (1776 – 1831).